# Family link
Family link (повна назва Google family link) - це сімейний сервіс батьківського контролю від Google, який дозволяє батькам налаштовувати параметри для пристроїв своїх дітей.  Застусунок дозволяє батькам обмежувати контент, схвалювати або відхиляти застусунки, встановлювати час використання пристрою тощо. Для віддаленого доступу до застусунку Google Family Link потрібні облікові записи Google.

## Історія
Сервіс вперше був запущений для громадськості в березні 2017 року. На Google I/O 2019 Google оголосив, що включатиме Family Link в Android 10. Family Link тепер доступний у 38 країнах.
У 2019 році застосунок додав функції обмеження контенту, GPS-локації та обмеження часу сну.

## Особливості
Служба Family Link розділена на дві різні застосунки: Family Link для батьків і Family Link для дітей і підлітків. Застосунок Family Link для батьків дозволяє батькам використовувати настроювані параметри, щоб керувати переглядом вмісту своїх дітей.  Для дітей і підлітків додаток Family Link для дітей і підлітків дозволяє керувати мобільним пристроєм дітей за допомогою параметрів, указаних батьками. 
Деякі функції Family Link включають обмеження різноманітного вмісту, наприклад вебсайтів і застосунків, керування часом використання екрана, визначення місцезнаходження телефонів за допомогою GPS і завантаження застосунків із Play Market.
Ще одна функція, доступна у Family Link, — це можливість обмежити запуск попередньо встановлених застосунків на пристроях. До них належать Google Assistant, Google Drive, YouTube, соціальні медіа-платформи, такі як Facebook і Twitter , тощо.

Логотип Google Family Link для дітей і підлітків – теперішній

Ешлі Кармен з The Verge показує в одній зі своїх публікацій у блозі, що вона «дещо обережно ставиться до створення профілю даних Google для маленької дитини». 

Логотип Google Family Link для дітей і підлітків – старий

## Прийняття
Ендрю Вільямс з TechRadar показує в одному зі своїх дописів у блозі, що служба Family Link «дає вам чудову інформацію про те, як ваші діти використовують свої пристрої, і, можливо, про вміст, який вони на них бачать». 
1. ↑  Family Link від Google – сімейна безпека й інструменти батьківського контролю. families.google (укр.). Процитовано 26 травня 2024.
2. ↑  Wiggers, Kyle (18 вересня 2019). Google rolls out Family Link per-app time limits and bonus time. VentureBeat (амер.). Процитовано 26 травня 2024.
3. ↑  Google Family Link - Apps on Google Play. play.google.com (англ.). Процитовано 26 травня 2024.
4. ↑  Family Link parental controls - Apps on Google Play. play.google.com (англ.). Процитовано 26 травня 2024.
5. ↑  Carman, Ashley (15 березня 2017). Google built a new app so your kids can have a Google account, too. The Verge (англ.). Процитовано 26 травня 2024.
6. ↑  published, Andrew Williams (18 жовтня 2018). What is Android Family Link and how do you use it?. TechRadar (англ.). Процитовано 26 травня 2024.